# Мапастепек (муниципалитет)
Мапастепек (исп. Mapastepec) — муниципалитет в Мексике, штат Чьяпас, с административным центром в одноимённом городе. Численность населения, по данным переписи 2020 года, составила 46 130 человек.

## Общие сведения
Название Mapastepec с ацтекского можно перевести как «гора енотов».
Площадь муниципалитета равна 1219,6 км², что составляет 1,7 % от площади штата, а наиболее высоко расположенное поселение Лагуна-де-Лондрес, находится на высоте 2006 метров.
Он граничит с другими муниципалитетами Чьяпаса: на севере с Ла-Конкордией, Анхель-Альбино-Корсо и Монтекристо-де-Герреро, на востоке с Капитан-Луис-Анхель-Видалем и Акакоягуа, на юго-востоке с Акапетауа, и на западе с Пихихьяпаном, а на юго-западе берега муниципалитета омываются водами Тихого океана.

## Учреждение и состав
Муниципалитет был образован 5 июля 1955 года, по данным 2020 года в его состав входит 544 населённых пункта, самые крупные из которых:
| Код INEGI                  | Населённый пункт                                                                                   | Численность населения (2005 год) | Численность населения (2010 год) | Численность населения (2020 год) |
| -------------------------- | -------------------------------------------------------------------------------------------------- | -------------------------------- | -------------------------------- | -------------------------------- |
| 001                        | Всего                                                                                              | 37945                            | 43913                            | 46130                            |
| 0001                       | Мапастепек (исп. Mapastepec) 15°26′28″ с. ш. 92°53′30″ з. д. (административный центр)              | 15302                            | 17931                            | 19271                            |
| 0053                       | Сесекапа (исп. Sesecapa) 15°24′08″ с. ш. 92°49′24″ з. д.                                           | 2151                             | 2143                             | 2406                             |
| 0022                       | Нуэво-Милено-Вальдивия (исп. Nuevo Milenio Valdivia) 15°30′14″ с. ш. 92°56′56″ з. д.               | 1543                             | 1789                             | 1479                             |
| 1080                       | Хенерасьон-2000-Нуэво-Миленио (исп. Generación 2000 Nuevo Milenio) 15°28′06″ с. ш. 92°53′35″ з. д. | 900                              | 935                              | 978                              |
| 0338                       | Ла-Альянса (исп. La Alianza) 15°22′18″ с. ш. 92°52′15″ з. д.                                       | 624                              | 806                              | 923                              |
| 0205                       | Абрахам-Гонсалес (исп. Abraham González) 15°21′53″ с. ш. 92°53′56″ з. д.                           | 580                              | 658                              | 826                              |
| 0046                       | Самуэль-Леон-Бриндис (исп. Doctor Samuel León Brindis) 15°30′26″ с. ш. 92°58′17″ з. д.             | 536                              | 647                              | 706                              |
| 0345                       | Николас-Браво-2 (исп. Nicolás Bravo Dos Anexo Emiliano Zapata) 15°20′04″ с. ш. 92°50′48″ з. д.     | 600                              | 678                              | 702                              |
| —                          | Прочие                                                                                             | 15709                            | 18326                            | 18839                            |
| Названия на карте Генштаба | |                                  |                                  |                                  |

## Экономическая деятельность
По статистическим данным 2000 года, работоспособное население занято по секторам экономики в следующих пропорциях:
- сельское хозяйство, скотоводство и рыбная ловля — 52,8 %;
- промышленность и строительство — 12,9 %;
- торговля, сферы услуг и туризма — 32 %;
- безработные — 2,3 %.

#### Сельское хозяйство
Основные выращиваемые культуры: кукуруза, рис, бобы и кунжут, а также марго, арбузы, апельсины и авокадо.

#### Животноводство
В муниципалитете разводится крупный рогатый скот и домашняя птица.

#### Торговля
В муниципалитете расположен ряд коммерческих учреждений, занимающихся реализацией продуктов, одежды, бытовой и сельскохозяйственной техники, строительных материалов.

#### Услуги
В муниципалитете можно получить услуги гостиниц, ресторанов, больниц, консультаций и автозаправок.

## Инфраструктура
По статистическим данным 2020 года, инфраструктура развита следующим образом:
- электрификация: 98,6 %;
- водоснабжение: 58,7 %;
- водоотведение: 97,5 %.

## Культурные и туристические достопримечательности
Главным туристическим объектом являются пляжи Лас-Коачеса, расположенные на побережье Тихого океана.